# Diwek (plaats)
Diwek is een bestuurslaag in het regentschap Jombang van de provincie Oost-Java, Indonesië. Diwek telt 3919 inwoners (volkstelling 2010).